# William Banting
För andra betydelser, se Banting.

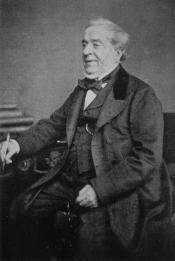
William Banting

William Banting, född 1796, död 16 mars 1878, var en begravningsentreprenör känd för att ha gått ner kraftigt i vikt efter att ha lagt om sin diet till socker- och stärkelsefattig kost. Banting hade genom åren dragit på sig en kraftig övervikt, som lett till problem med leder i knän och problem med att gå på toaletten. Han hade frågat flera olika läkare om råd utan någon framgång. Då han blev så fet att han fick problem med hörseln (fett tryckte mot innerörat) gick han till läkaren William Harvey, som föreslog en drastisk kostförändring.
Harvey ordinerade en diet bestående av ganska stora mängder proteinrik föda, såsom kött och fisk. Han minskade kraftigt på intaget av kolhydratrika matvaror, såsom öl, bröd, socker och potatis. Till sin stora förvåning tappade Banting snabbt åtskilliga kilo. 1863 meddelade han allmänheten om sina framsteg i broschyren Letter on Corpulence Addressed to the Public, där han beskrev hur han under loppet av ett år (från augusti 1862 till augusti 1863) lyckades gå ner i vikt från 92 till 71 kg.
Hans broschyr blev såpass populär att ordet bant kom att användas som verb, till exempel i uttryck som Do you bant?. Det användes första gången i en tidningsartikel i The Times den 13 augusti 1864. I engelsktalande länder lever ordet inte längre kvar i vardagligt språk, medan orden "bantning" och "att banta" har blivit etablerade begrepp på svenska.

## Källhänvisningar
1. ↑  "bantning". NE.se. Läst 5 september 2014.
2. ↑  Elof, Hellquist. SVENSK ETYMOLOGISK ORDBOK (1922). https://runeberg.org/svetym/0118.html